# Vigh Ádám
Vigh Ádám (Esztergom, 1987. június 26. –) labdarúgó, csatár, labdarúgóedző. 2012 óta a Dorogi FC játékosa.

## Pályafutása

### Labdarúgóként
Dorog déli szomszédtelepüléséről, Csolnokról származik és ott is kezdte labdarúgó-pályafutását a helyi egyesület utánpótlás csapatában 1998-ban. 2004 és 2006 között a Vasas SC igazolta le, ahol az NB I-es U19-es csapat tagja is volt. Első felnőtt klubja a Dorogi FC volt, ahová 2006 nyarán igazolt. Egy évaddal később az osztrák Union Peuerbach csapatához szerződött, ahol öt esztendőt töltött és 106 mérkőzésén 77 gólt szerzett. 2012-ben visszatért Dorogra és azóta is a piros-feketéket erősíti. A visszatérést követő első szezon után ezüstérmet nyert az NB III-as dorogiakkal úgy, hogy nem sokkal szorultak a tabellán a bajnok Érd mögé. A következő évadban viszont megnyerték a bajnokságot, ugyanakkor adminisztratív problémák miatt nem indulhattak a magasabb osztályban. A klub csak a bajnoki cím elnyerése után akarta leadni licence kérelmét a másod osztályra, az MLSZ azonban ezt nem engedélyezte. Maradva a harmadik vonalban, a több első osztályú egyesület tartalék csapataival megerősödött NB III-ban helytállt a  dorogi csapat, majd a 2014-2015-ös évadban már egyértelműen a feljutás volt a céljuk. A dorogiak kiváló szerepléssel őszi bajnokok lettek, ám egy óvás miatt hatalmas lavina indult el. A Dorogi FC egyik legnagyobb akkori ellenlábasa, az Újbuda FC az egymás elleni 3-1 arányban elveszített rangadót követően jogosulatlanul szerepeltetett dorogi játékosok miatt óvást nyújtott be. Az egyik érintett játékos Vigh Ádám volt, aki mint kiderült, egy szerencsétlen esetből kifolyólag nem rendelkezett érvényes sportorvosi igazolással, ezért az óvást helyben hagyta. Az ügy kivizsgálását követően 25 büntető pontot vontak le a dorogi csapattól. Tekintve, hogy a harmad osztályban szereplő labdarúgók amatőr státuszban voltak a klubnál és munka mellett fociztak, munkahelyi elfoglaltság miatt több labdarúgónak is gondot okozott a megadott időben való megjelenés a sportorvasnál. Ezért többek mellett Vigh is külön ment el egy másik orvoshoz, akitől ugyan megkapta az alkalmassági igazolást, azonban az illető orvos nem volt az MLSZ-nél akkreditált sportorvos, így a szövetség nem találta érvényesnek a kiadott orvosi igazolást. Halmozati büntestésként a játékost el is tiltotta az MLSZ, ám mindezt csak a 2015-ös tavaszi szezon előtti átigazolások lezárása után közölték a klubbal. Ezáltal a dorogiaknak nem csak egyik leggólerősebb játékosukat veszítették el, de még a keret pótlására sem volt lehetőségük. Az eltiltás lejártát követően a dorogi klub visszavárta Ádámot soraiba. A visszatérés pedig emlékezetesre sikerült, ugyanis kétszeri feljutási kísérlet meghiúsulását követően 2016-ban sikerrel és megérdemelten jutott fel az egyesület az NB II-be. Vigh a 2012-es Dorogra történő visszatérése óta a csapat meghatározó tagja és egyik leggólérzékenyebb támadója, aki a szurkolók egyik fő kedvencévé is vált az elmúlt évek során.

### Edzőként
2015-ben edzői vizsgát tett és azóta a dorogi U12-es korosztályt vezeti.

## Sikerei
- Bajnoki cím - NB III. (2013)
- Bajnoki ezüstérmes - NB III. (2012)
- Bajnoki bronzérmes, NB II-be jutás - (2016)

Valamennyi sikerét a Dorogi FC labdarúgójaként érte el. Ezen felül többször választották a szokásos szurkolói szavazáson az év játékosának, valamint házi gólkirály is volt.

## Családja
Családjából ketten is voltak a korábbiakban a Dorog játékosai, mint édesapja, Vigh Gábor, majd unokatestvére, Vigh Szabolcs. A civil életben saját szállítási vállalatánál dolgozik, azonban a profi labdarúgó státuszával a munkaköre módosult. Változatlanul Csolnokon él mind a mai napig.